# 蔣介石紀念

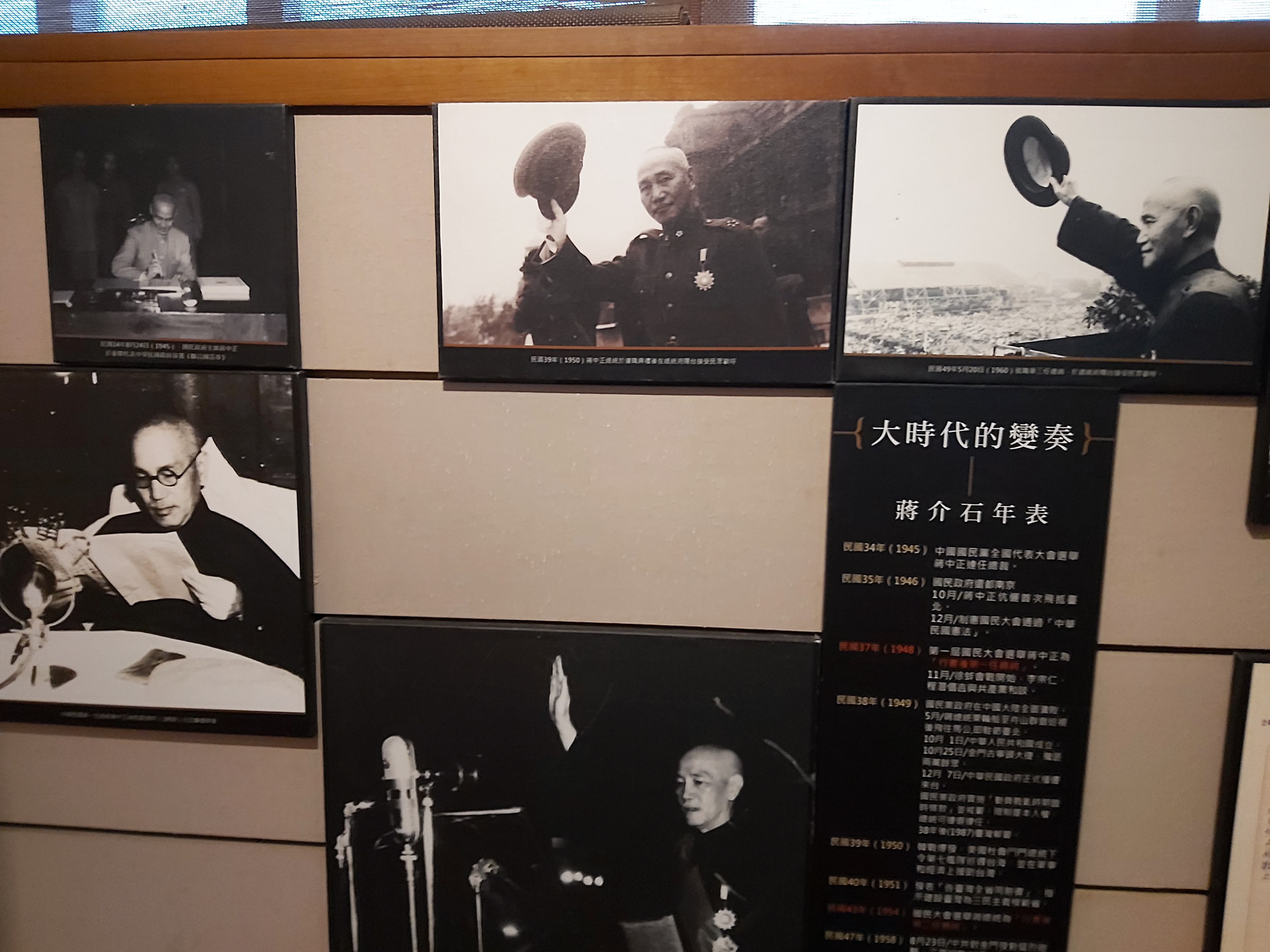
涵碧樓紀念館陳展的蔣中正相片檔案和生平年表

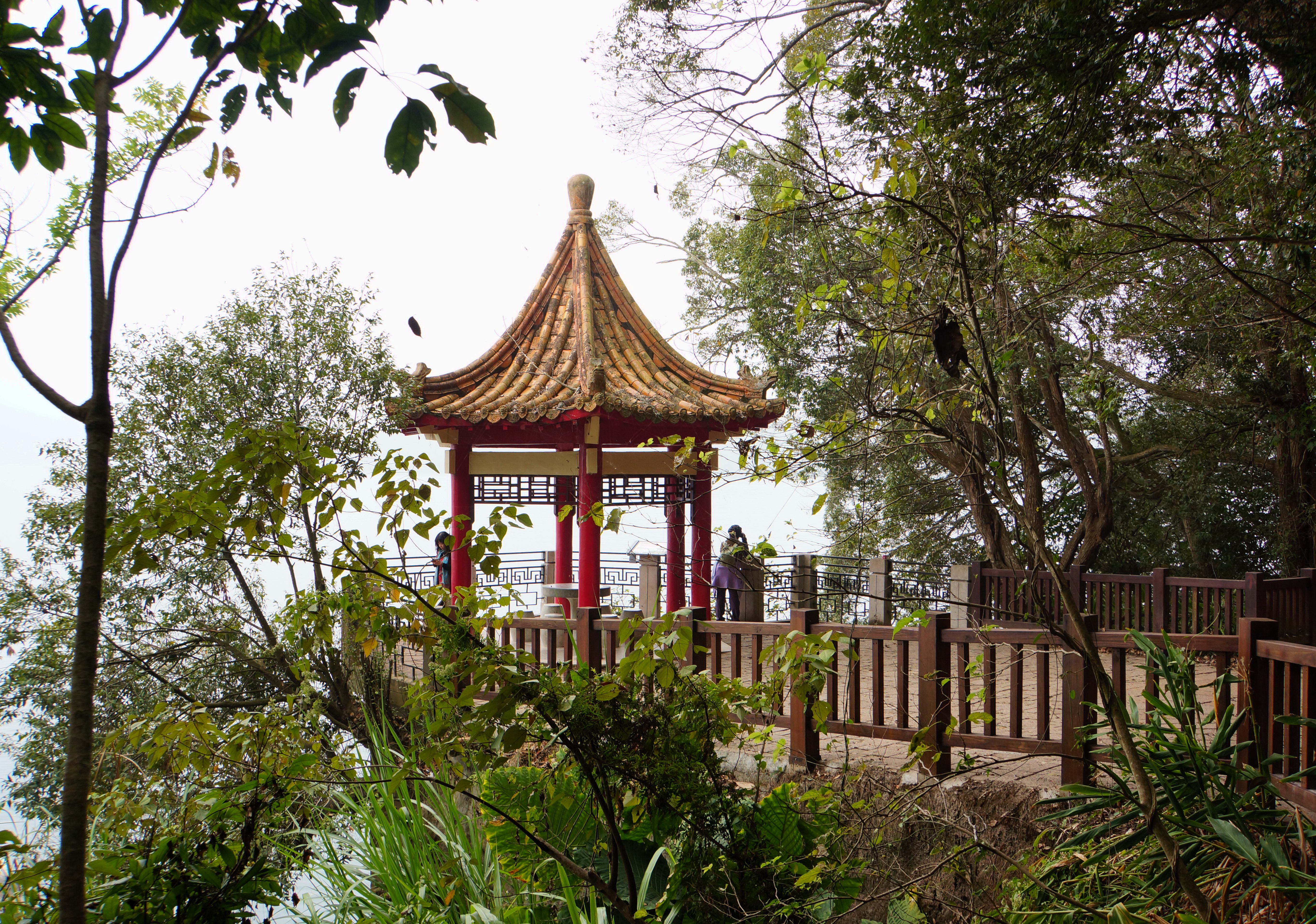
南投縣魚池鄉日月潭畔涵碧步道上的蔣介石紀念亭

前中华民国總統蔣中正在1975年4月5日逝世後，在各地有紀念他的建築、旅遊景點以及文化遺產。

## 故居官邸

### 中國大陸
- 奉化蔣氏故居：中華人民共和國國務院公布的全國重點文物保護單位，1996年登錄。地點位於浙江省宁波市奉化区溪口鎮武嶺路、民國重要史蹟及代表性建筑。範圍包括豐鎬房、小洋房及玉泰鹽铺。
  - 豐鎬房：位於武嶺路；是蒋中正、蒋經國居住地。分為大門、前庭、内門、前廳、内庭及後堂，兩側且有東西厢房。後堂名「報本堂」，上為吳敬恒手書之黑府金字橫匾。[1]兩側是蔣中正手書楹聯，左聯是，「報本尊親是謂至德要道」；右聯為「光前裕後所望孝子賢孫」。[1]本堂分四排供奉著蔣中正從尊祖父以下四代靈位。[1]報本堂屋頂上福、祿、壽三星高照。[1]素居樓上設佛堂為蔣母禮佛之處。東厢房為宋美齡卧室，西厢房為毛福梅房間。占地4,800平方公尺，建築面積1,850平方公尺。其中大門、素居、報本堂、獨立小楼為清代建筑，其餘為蒋氏1929年擴建。
  - 玉泰鹽鋪：位於武嶺路中街，為蔣中正祖父、父親開設鹽铺所在，蔣中正出生地。前後兩進，前進為樓房，硬山頂，寬4間，後進平屋3間。大門在圍墙右前方，石框架，門额書「清廬」二字，右下側牆角嵌刻有「玉泰鹽鋪原址」基石，落款为「中正」。鹽鋪曾兩次失火現在房屋為1946年所建。
  - 小洋房：蔣經國别墅,位於在溪口潭墩山東麓，原名「涵齋」，又稱「剡溪小築」，为兩層楼房。1930年建。原供蔣中正回鄉時居住。1937年蔣經國留蘇回國，偕妻蔣方良、子蔣孝文居住在這裏。
  - 溪口鎮建築羣：2006年6月作為第六批國家重點保護文物擴充歸入蔣氏故居，包括武山廟、蔣母墓、摩诃殿、蔣氏宗祠、文昌閣遺址。這些建築都是蔣中正出資建造维修，是蔣氏回鄉祭祀、居住和從事政治活動場所，是研究蔣氏家世的重要物證。

- 上海故居「愛廬」：1994年上海市第二批優秀歷史建築,位於上海东平路9號是宋美齡陪嫁物。蒋中正將這座法國式花園洋房稱為「愛廬」。现为上海音乐学院附属专科音乐中学所有。
- 南京故居：主要有三處包括黄埔路官邸（憩廬）、美齡宫、湯山陶廬。
  - 憩廬：位於黄埔路國民政府國防部内，曾是中央軍校所在地，1929年10月14日落成，蒋中正、宋美龄夫婦住到1949年。憩廬為一座红色西式洋樓，座北朝南，上下兩層。1948年12月31日蔣中正引退告别晚宴在此舉行。1949年後分別成為「中國人民解放軍軍事學院」校址、「華東軍區和南京軍區」駐地。
  - 陶廬：現稱為「蒋介石温泉别墅」，位於南京市江寧區湯山鎮温泉路3號。建于1920年，本是陶保晋私宅。1946年國民政府還都后，成立了「湯山籌備處」，進行整顿修缮。修復工程於1947年3月完成，但不再對外開放成了蒋中正和宋美龄的御用浴室。
  - 美齡宫：1934年竣工，又名為「蔣主席小红山别墅」、「南京主席公邸」、「主席小红山官邸」、「主席小红山公邸」、「國民政府主席官邸」等。蒋中正于1930年秋正式向总理陵园管理委员会提出「擬借陵園小红山建築别墅」，供謁陵小憩之用。占地120公畝，建築面積2,000多平方公尺，建築結構为筋混凝土，平面為凸字形，外觀為清官式建築做法。客廳後来被改為祈禱室稱為「凱歌堂」，每周日上午蒋中正、宋美龄都要到凱歌堂做禮拜，美國大使司徒雷登和馬歇爾也曾到凱歌堂做禮拜。1991年由國家建設部、國家文物局評為近代優秀建築。1992年，被南京市列為文物保護單位。2001年7月，升格為國家重點文物保護名單。
- 蔣宋官邸：中華人民共和國，衡山景区内磨镜台景区
- 蔣介石故居：中華人民共和國，广东省佛山市海滨东路9号
- 黃山蔣介石官邸、府邸：中華人民共和國重庆市南岸区黄山风景区

### 臺灣
1. 士林官邸：中華民國國定古蹟，位於臺北市士林區福林路60號，自從國民政府遷臺後，蔣中正與宋美齡便寓居於此。古蹟本體為官舍、招待所、凱歌堂、慈雲亭4處。
2. 慈湖陵寢：桃園市歷史建築，建於民國48年，位於桃園市大溪區福安里4鄰埤尾3號，蔣中正停棺所在（未下葬）。
3. 陽明山草山行館：位於臺北市北投區湖山里湖底路89號，國府遷臺後成為臺灣首座中華民國總統官邸，士林官邸完成後，蔣介石每年夏天仍於來此處避暑，也稱「草山老官邸」或「後山官邸」。
4. 西子灣行館：高雄市直轄市定古蹟（民國93.04.09高雄市政府文二字第0930020248號令），1937年建，高雄市鼓山區蓮海路70號，1952年海軍總司令部將其移交中華民國總統府，作為蔣介石在南部的駐蹕之地。行館設置蔣氏南京座車的展示空間。主體建築的特色保有日式和風特色，目前由中山大學管理作為藝文展覽場所稱為「西灣藝廊」。
5. 福壽山達觀亭：是當年蔣中正靜思、商討國家大事之處。達觀亭為一棟十字形格局之二層樓房。一樓部份，有玄關、侍衛傳達房、中庭、書房、暫憩房供蔣中正修心、思考國事處所，中庭只有簡單擺設，裝潢簡樸明亮，書房已改為場史館，暫憩房尚有二張臥床一張坐椅，後門廳有場史介紹與相關圖照，二樓部份有外景觀陽台及議事廳，四面都是落地玻璃窗，視野清晰四週並有座椅，供蔣中正於天候不佳時，在室內漫步之用。
6. 日月潭蔣公行館舊址：位於南投縣魚池鄉水社村中興路139號，是「原 蔣公行館」，始建於1901年，是棟二層樓的木造房屋，曾是日本明治天皇來臺的住所，1949年後改稱蔣公行館。此行館因為九二一地震後全數盡毀，原址改建為日月行館國際觀光酒店和日月潭涵碧樓酒店。
7. 墾丁蔣公行館舊址：位於屏東縣恆春鎮墾丁里公園路101號，是當年被蔣中正與夫人選定為度假休憩行館之地。現為民宿華泰瑞苑 墾丁賓館 GLORIA MANOR (墾丁蔣公行館)。
8. 第一賓館：澎湖縣定古蹟，馬公市介壽路觀音停海水浴場旁，1942年日人建專門招待日本皇族及高級軍官之場所，1949年蔣中正首次下榻於此。1959年，「八二三」砲戰時，蔣介石坐鎮賓館成立指揮所。建築物結構為承牆、木桁架、文化瓦屋頂，由於中華民國國防部管理甚少開放。建積約550平方公尺，是澎湖地區少數融合「和洋」混合風格之代表特例之一。

## 遺物

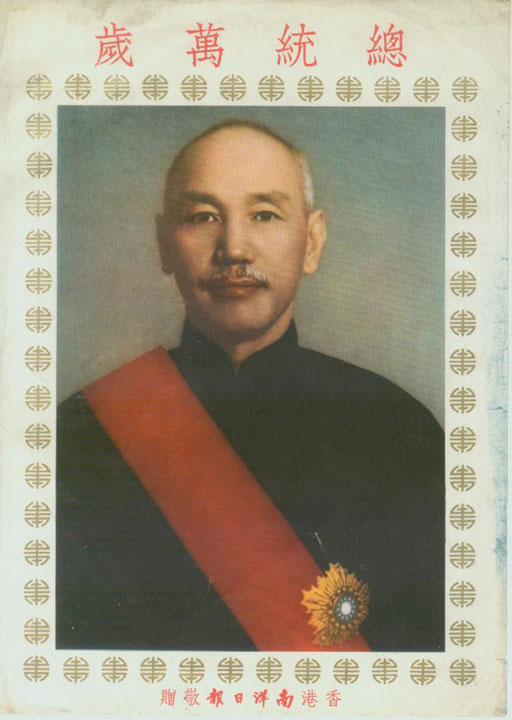
「總統萬歲」宣傳畫

- 蔣中正的五星上將軍階披風、北伐佩用指揮刀、黃埔軍校校長佩劍、三軍統帥權杖。

- 蔣中正生前的座車，通用汽車的凱迪拉克轎車，車牌是台北市110-5668。今存放於臺北市中正紀念堂內。

## 紀念堂

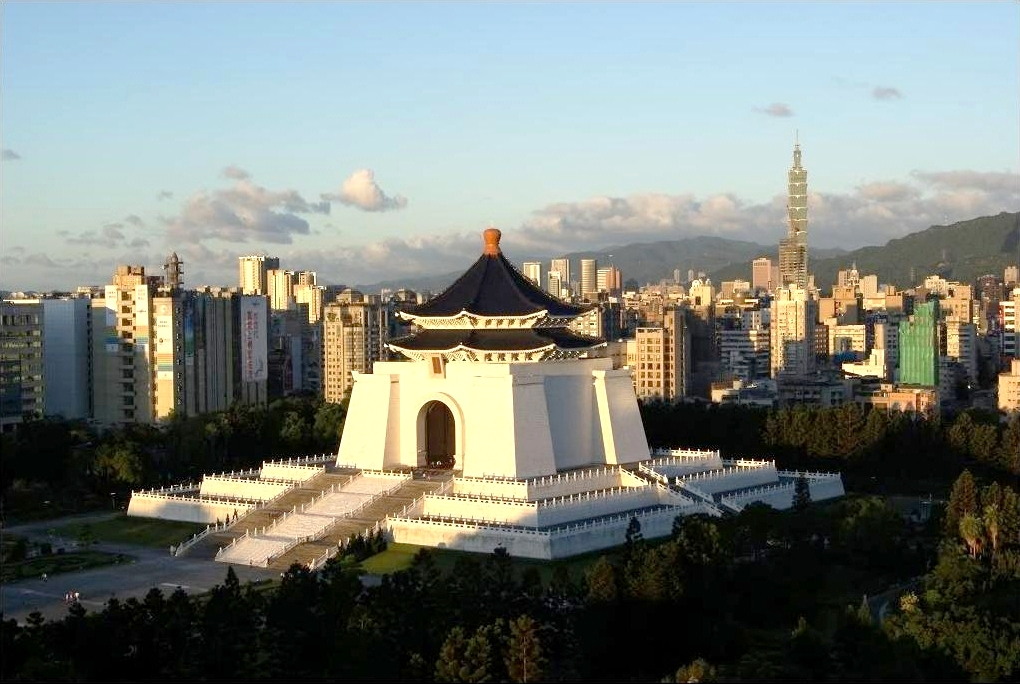
臺北市中正紀念堂是眾多紀念蔣中正設施中最大的一處

- 中正紀念堂：中華民國國定古蹟，位於台北市中正區中山南路21號，是眾多紀念蔣中正的建築中規模最大者。這也是許多初次到訪台灣的觀光客必到訪的地標之一。

## 紀念銅像
在蔣逝世後數個月，台灣廣建蔣銅像，特別訂定《塑建總統　蔣公銅像注意事項》，當中規定「銅像高度不得低於一．七十公尺」、「神貌應充分顯示　蔣公慈祥、雍容之神貌，並含蘊大仁、大智、大勇、堅毅、樂觀之革命精神，與至誠、博愛、愉快、生動之神情」等。2017年3月7日該命令被廢除。
巴拉圭首都亞松森蔣介石大道、美國加州聖荷西市、日本東京都多摩市、千葉縣夷隅市、東京都多摩市櫻丘公園:65亦設有銅像。

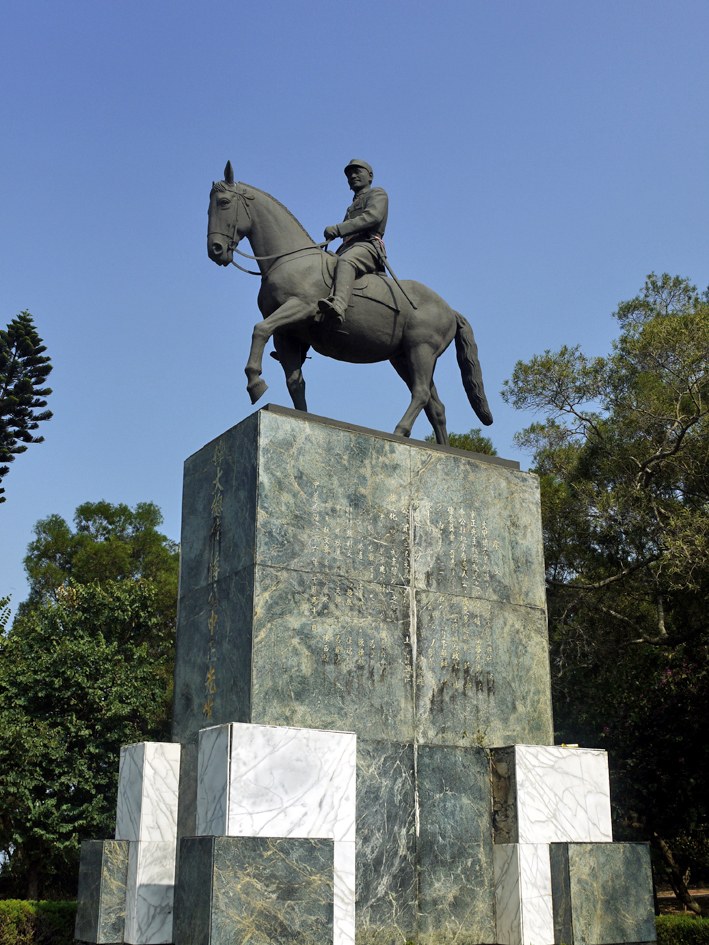
大甲中正公園的蔣中正銅像
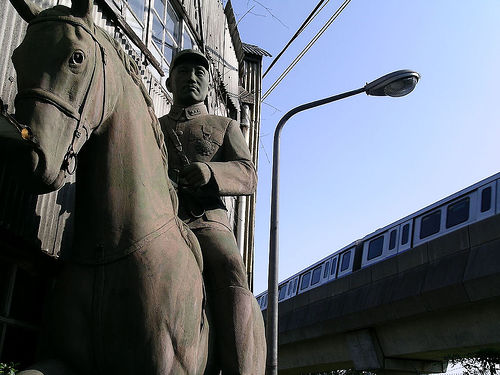
位於台北捷運北投站 - 復興崗站之間一座蔣中正銅像
溪頭自然教育園區的蔣中正銅像
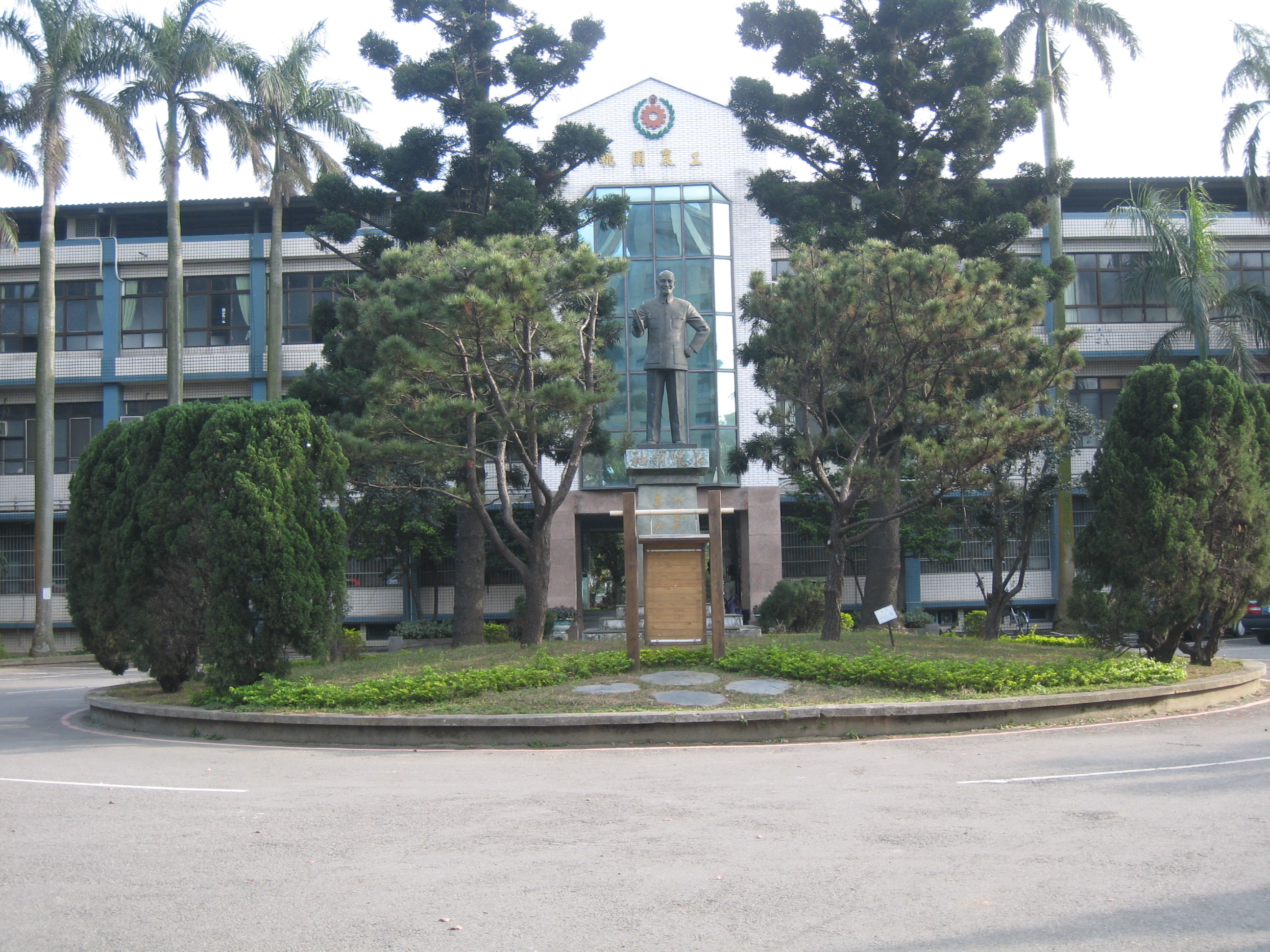
蔣介石銅像，位於桃園農工大門廣場，行政大樓前方
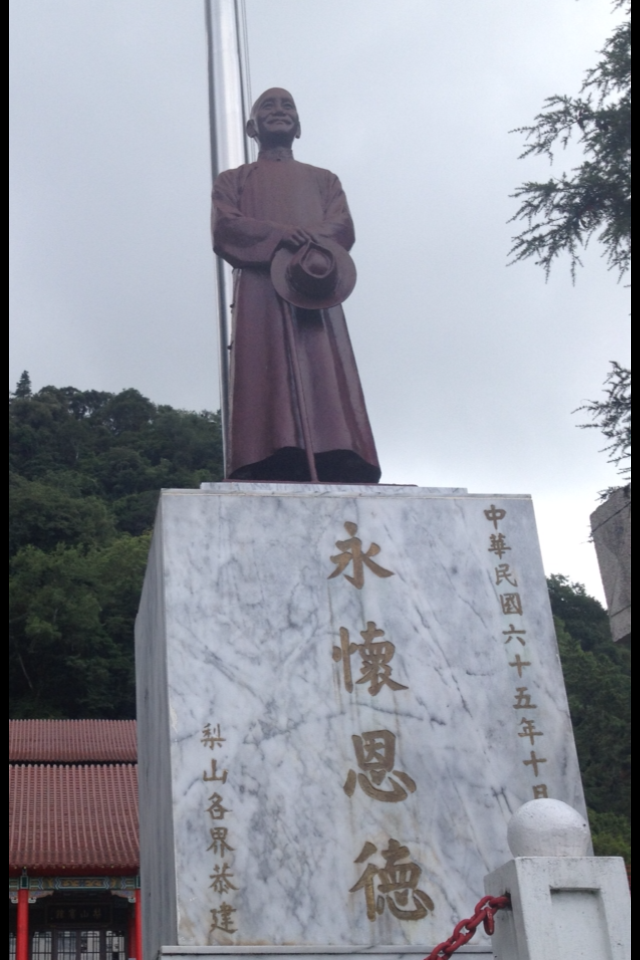
蔣脫帽雕像，位於梨山賓館
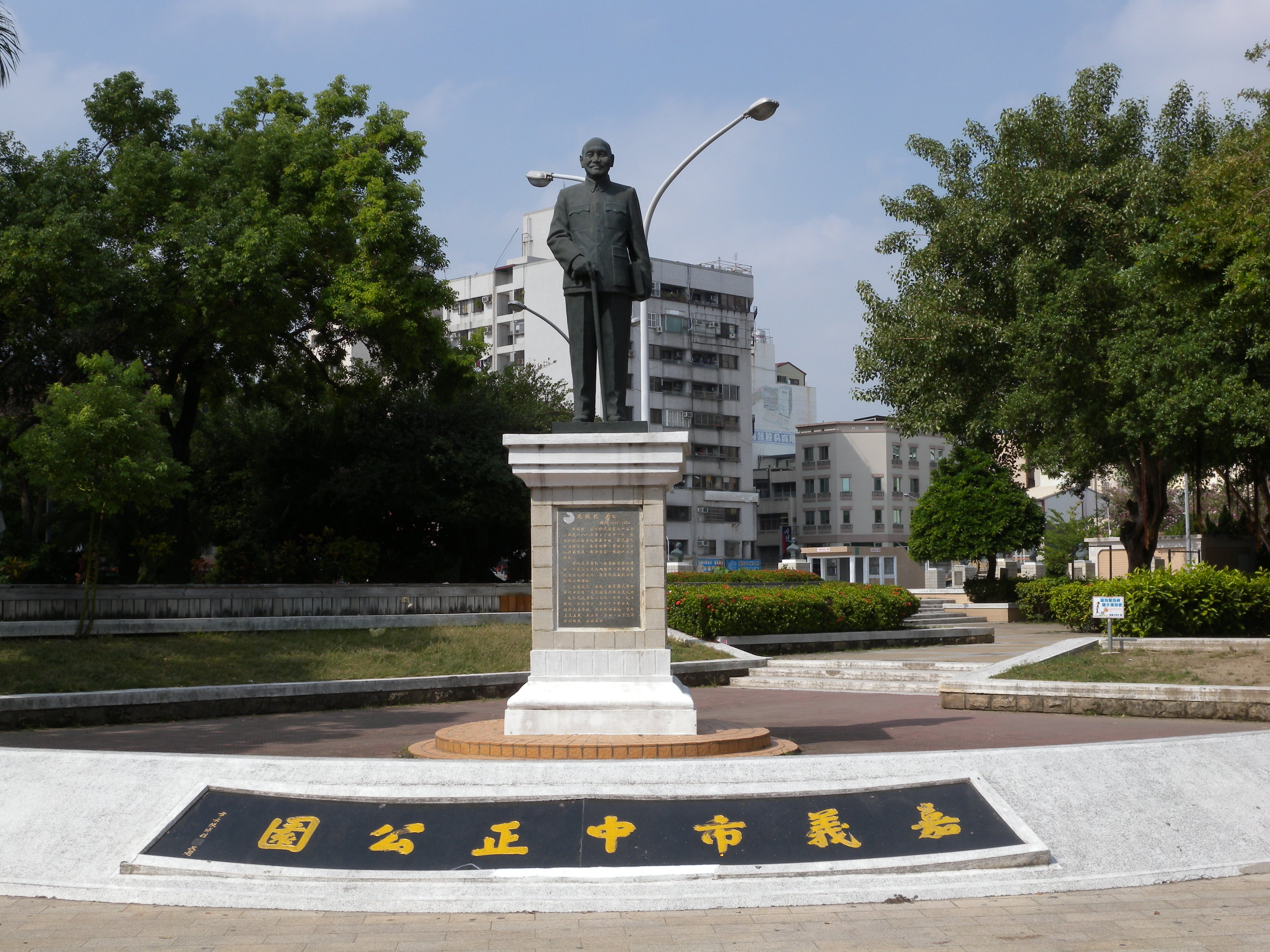
嘉義市中正公園原蔣中正銅像
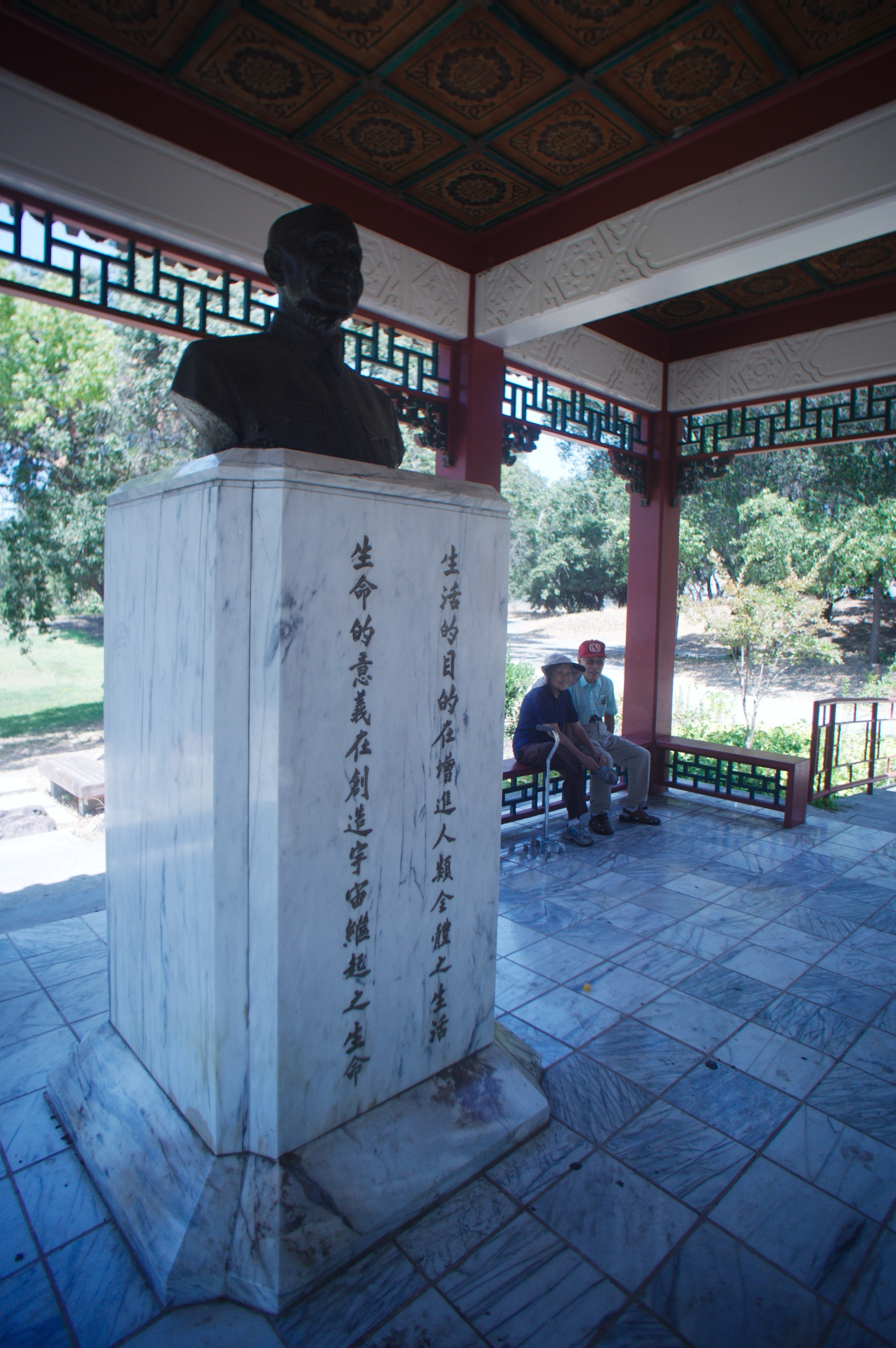
美國加州聖荷西市中國文化公園中正紀念亭半身銅像

## 紀念碑
- 以徳報怨之碑 - 1985年4月建立於千葉縣市岬町江場土。
- 蔣公頌德碑 - 1987年建立於橫濱市伊勢山皇大神宮。[7]

## 紀念幣／紀念章
- 1966年10月31日。蔣總統八秩華誕紀念金幣，紀念銀章，流通性紀念幣。

- 1976年10月31日。總統蔣公九秩誕辰紀念金章，紀念銀章。

- 1986年10月31日。先總統蔣公百年誕辰紀念金章，紀念銀章。

## 郵票

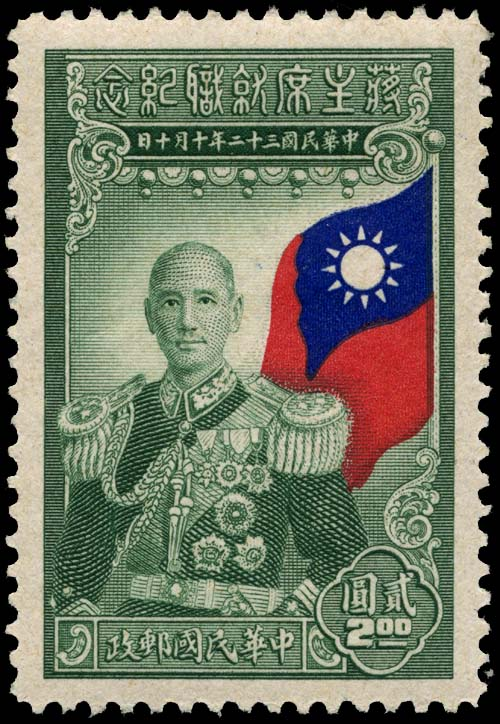
蔣介石就任國民政府主席紀念郵票，面值貳圓，1943年10月10日

國民政府統一紀念郵票，1929年4月18日中華民國郵政首度發行，面額有四種，壹圓、壹角、肆分、壹分。
先總統蔣公百歲誕辰紀念郵展紀念郵票，1986年10月31日中華民國郵政最後一次發行，面額有8元的一個版本、2元的兩個版本。

## 歌曲
- 黃友棣於1975年創作《蔣公紀念歌》。
- 蔣中正逝世後，中華民國教育部向世界知名華人作曲家公開徵曲，最後選中另一版本由李中和作曲、張齡填詞編寫之《蔣公紀念歌》。
- 另外由孫儀作詞、汪石泉作曲，也創作了《蔣公紀念歌》。

三個版本皆讚揚他是民族英雄。

## 命名

### 行政區命名
1946年，由於中華民國光復臺灣，統合日治時代的基隆市町名改正設置的義重町、日新町、入船町、真砂町、濱町、社寮町、八斗子、基隆嶼、花瓶嶼、棉花嶼、彭佳嶼設置第一區，並改稱「中正區」。
1990年3月12日，臺北市政府調整行政區劃分時，將原有的城中區及古亭區大部份區域合併而成的新區，以中正紀念堂位於區內之因，而同樣定名「中正區」。

### 道路命名
在台灣和1949年前的中國大陸有很多道路命名為中正路，其中在中國大陸的中正路均於1949年後更名。除了中正路之外，還有11條介壽路，分別為於臺北市、桃園市、新北市三峽區、新北市三重區、高雄市左營區、高雄市岡山區、新竹市、苗栗縣苑裡鎮、彰化縣鹿港鎮、屏東縣潮州鎮、澎湖縣馬公市。其中，台北總統府前的馬路稱「介壽路」，後來於1996年3月21日被改名為凱達格蘭大道。
巴拉圭首都亞松森有蔣介石大道。

### 山峰命名
台灣高雄的自然地標壽山被改為萬壽山，合歡山也被改為「介壽山」，現均已回復舊名。臺北市陽明山國家公園亦有中正山。

### 公園命名
許多公園稱為介壽公園、中正公園 (基隆市)、中正公園 (中壢市)、中正公園 (大溪鎮)、中正公園 (豐原區)、中正公園 (臺中市北區)、中正公園 (嘉義市)等。

### 軍事命名
- 中華民國國軍使用的「中正式步槍」
- 中華民國空軍使用的PL-1初級教練機，被命名為「PL-1介壽號初級教練機」
- 中華民國空軍使用的F-5E/F戰鬥機，被命名為「F-5E/F中正號戰鬥機」
- 中華民國海軍中正號船塢登陸艦
- 中華民國海軍中正號船塢登陸艦 (二代)

### 學校命名
- 國立中正大學：為1986年經行政院院會通過後，中華民國政府於1989年7月1日正式創立一所國立研究型大學，名為國立中正大學，校址選址在嘉義縣民雄鄉
- 臺北市立中正高級中學：1975年，原本叫做士林高中的臺北市立中正高級中學，因先總統 蔣公逝世，始改名為中正高中
- 中正理工學院；1966年10月，「陸軍兵工學校兵工工程學院」改直隸國防部[8]，並更名為「中正理工學院」，選定桃園縣（今桃園市）大漢溪畔中正嶺為新校址
- 臺北市立中正國民中學
- 臺北市立介壽國民中學
- 臺北市中山區中正國民小學
- 臺北市文山區志清國民小學
- 新北市三峽區介壽國民小學
- 桃園市立介壽國民中學
- 桃園市復興區介壽國民小學
- 高雄市立中正高級中學
- 高雄市立中正高級工業職業學校
- 澎湖縣立志清國民中學
- 連江縣立介壽國民中小學

东南亚
- 砂拉越诗巫中正中学
- 马来西亚吉兰丹中正中学
- 砂拉越诗巫中正华小
- 马来西亚吉兰丹中正华小
- 马来西亚彭亨明加叻中正华小
- 马来西亚吉打居林中正华小
- 马来西亚霹雳实兆远中正华小
- 马来西亚柔佛峇株巴辖中正华小
- 新加坡中正中学总校
- 新加坡中正中学义顺分校
- 泰国清迈府中正中学
- 泰国那空拍侬府那空帕农中正学校
- 菲律濱中正學院
- 汶莱诗里亚中正中学（含小学部）

南美
- 巴拉圭中正學校：位於巴拉圭首府亞松森的高中

### 其他設施命名
- 國際中正會館（日语：国際中正会館）：日本東京中華學校的附屬設施。

## 宗教建築

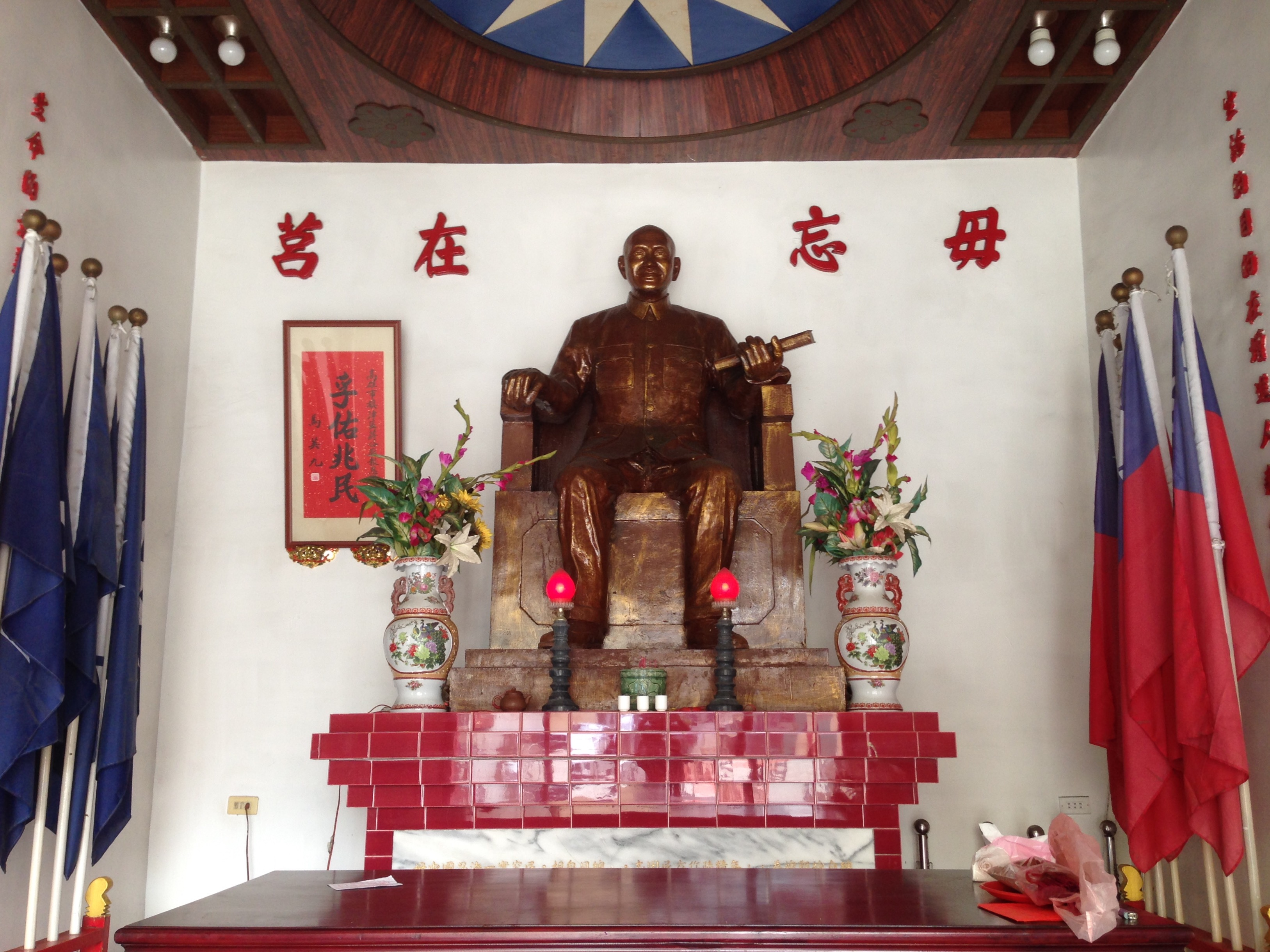
蔣公報恩觀供奉的蔣公銅像

全台灣有幾座宮廟供奉蔣中正，有信眾把他尊稱為「蔣公王爺」或「中正星君」。其中，新北市淡水的魁星宮，供奉一尊「蔣公中正天尊」，神像辨識度頗高。彰化縣花壇金盾城隍廟於1975年開始供奉蔣公神位，稱為「中華禪師」。高雄市蔣公感恩堂，由觀世音菩薩作為廟內主神，蔣公則移至左側。高雄市蔣公報恩觀一樓供奉蔣公銅像，兩二樓供奉家鄉的阮弼真君、漁師大神與三官大帝。新竹縣寶山玖龍宮「老總統出巡」，身穿漢服軍裝持寶劍。新竹市天宏宮，正殿供奉一尊高3公尺的蔣公立像，頂上並懸掛「大中至正」匾額。桃園市龜山區的靈雲寺哲學廟供奉一尊高2.5公尺的蔣公立像。
日本爲感激蔣中正對日本戰敗後寬大對待而建立中正神社，以蔣中正為主神，是附屬於愛知縣愛知縣額田郡幸田町貴嶺宮的攝末社。